# 서비스무역에 관한 일반협정
서비스무역에 관한 일반협정(General Agreement on Trade in Services, GATS)은 서비스 교역의 장벽을 제거하고 서비스 교역의 자유화를 가속화하기 위한 세계무역기구(WTO)의 다자 간 규범이다.

## 전문
서비스무역에 관한 일반협정
회원국들은,
세계경제의 성장 및 발전을 위한 서비스무역이 차지하는 중요성이 증대하고 있음을 인식하고,
투명성과 점진적인 자유화의 조건에 따라 서비스무역을 확대하기 위하여 그리고 모든 무역상대국의 경제성장 및 개발도상국의 발전을 촉진시키기 위한 수단으로서 서비스무역을 위한 다자간 원칙 및 규칙의 틀을 제정하기를 바라고,
국가정책목표를 적절히 존중하는 한편, 호혜를 기초로 모든 참여국의 이익을 증진하고 권리와 의무간에 전반적인 균형 확보를 목적으로 하는 지속적인 다자간 협상을 통해 점진적으로 보다 높은 수준의 서비스무역 자유화의 조기달성을 희망하고,
국가정책목표를 충족시키기 위하여 자기나라의 영토내의 서비스공급을 규제하고 신규규제를 도입할 수 있는 회원국의 권리를 인정하고, 서비스규제의 발전정도에 있어서 다양한 국가간에 불균형이 존재하고 있음을 감안할 때 개발도상국이 이러한 권리를 행사할 특별한 필요가 있음을 인정하고,
개발도상국들의 서비스무역에의 참여증대와 특히 그들의 국내서비스 능력과 그 효율성 및 경쟁력의 강화등을 통한 서비스 수출의 확대를 촉진하기를 희망하고,
최빈개도국들의 특수한 경제상황과 그들의 개발, 무역 및 재정적 필요에 비추어 볼때 심각한 어려움이 있음을 특별히 고려하면서,
다음과 같이 합의한다.

## 연혁
WTO 설립협정 부속서 ⅠB에 규정되어 있으며, 총6부 29개조의 본문과 부속서 및 결정, 양해 각서 등의 세 부분으로 되어있으며, 서비스 거래 방식은 모드 1∼4로 나뉜다.
상품무역의 경우에는 상품만 국경을 이동하면 되지만, 서비스무역에 있어서는 경우에 따라 서비스뿐만 아니라 서비스 공급자나 서비스 소비자까지 국경을 이동한다는 점에서 더 복잡하고 다양한 상황이 고려되어야 하며 다양한 제약이 따르는데, 본 협정에서는 양자 간 항공분야 및 정부당국이 구매 또는 판매하는 서비스 즉, 정부조달 등을 제외한 모든 서비스 교역을 규율하고 있으며, UR 서비스 업종분류표에서는 서비스를 사업, 통신, 건설, 유통, 교육, 환경, 금융, 은행, 건강, 오락, 여행, 운송, 기타 등 12개 분야로 분류하고 있다.
서비스무역이사회(Council for Trade in Services or Service Council) : WTO 협정 부속서 GATS(서비스 무역에 관한 일반협정) 운영의 감독을 담당하며, 산하기구인 금융서비스, 서비스양허 등 관련 2개 위원회와 국내규제, GATS 규범 등 2개 작업반 활동에 대한 검토를 수행한다.

## 같이 보기
- 관세 무역 일반 협정
- 무역 관련 지식재산권에 관한 협정
- 세계무역기구